# اللغة الفرنسية القديمة
اللغة الفرنسية القديمة هي لهجة رومنسية كانت مستخدمة في مناطق النصف الشمالي من فرنسا الحالية وأجزاء من بلجيكا الحالية وسويسرا بين القرنين التاسع والرابع عشر الميلاديين. عرفت بعد ذلك باسم langue d'oïl لتمييزها عن القسطانية (Occitan language) والتي سميت بعد ذلك بالبروفنسالية، والتي كانت اللغة المنتشرة في المناطق التي تقع في الجنوب من المناطق التي تتحدث الفرنسية القديمة. انتشرت تلك اللهجة أيضًا في إنجلترا النورمانية وأيرلندا النورمانية ومملكة صقلية وإمارة أنطاكية في بلاد الشام.